# Cantonul Bourg-de-Visa
Cantonul Bourg-de-Visa este un canton din arondismentul Castelsarrasin, departamentul Tarn-et-Garonne, regiunea Midi-Pyrénées, Franța.

## Comune
- Brassac
- Bourg-de-Visa (reședință)
- Fauroux
- Lacour
- Miramont-de-Quercy
- Saint-Nazaire-de-Valentane
- Touffailles